# شهرستان سارجنت (داکوتای شمالی)
شهرستان سارجنت، داکوتای شمالی (به انگلیسی: Sargent County, North Dakota) یک سکونتگاه مسکونی در ایالات متحده آمریکا است که در داکوتای شمالی واقع شده‌است.

## خصوصیات
شهرستان سارجنت ۲٬۲۴۵٫۵۳ کیلومترمربع مساحت دارد.